# Vítor Gaspar

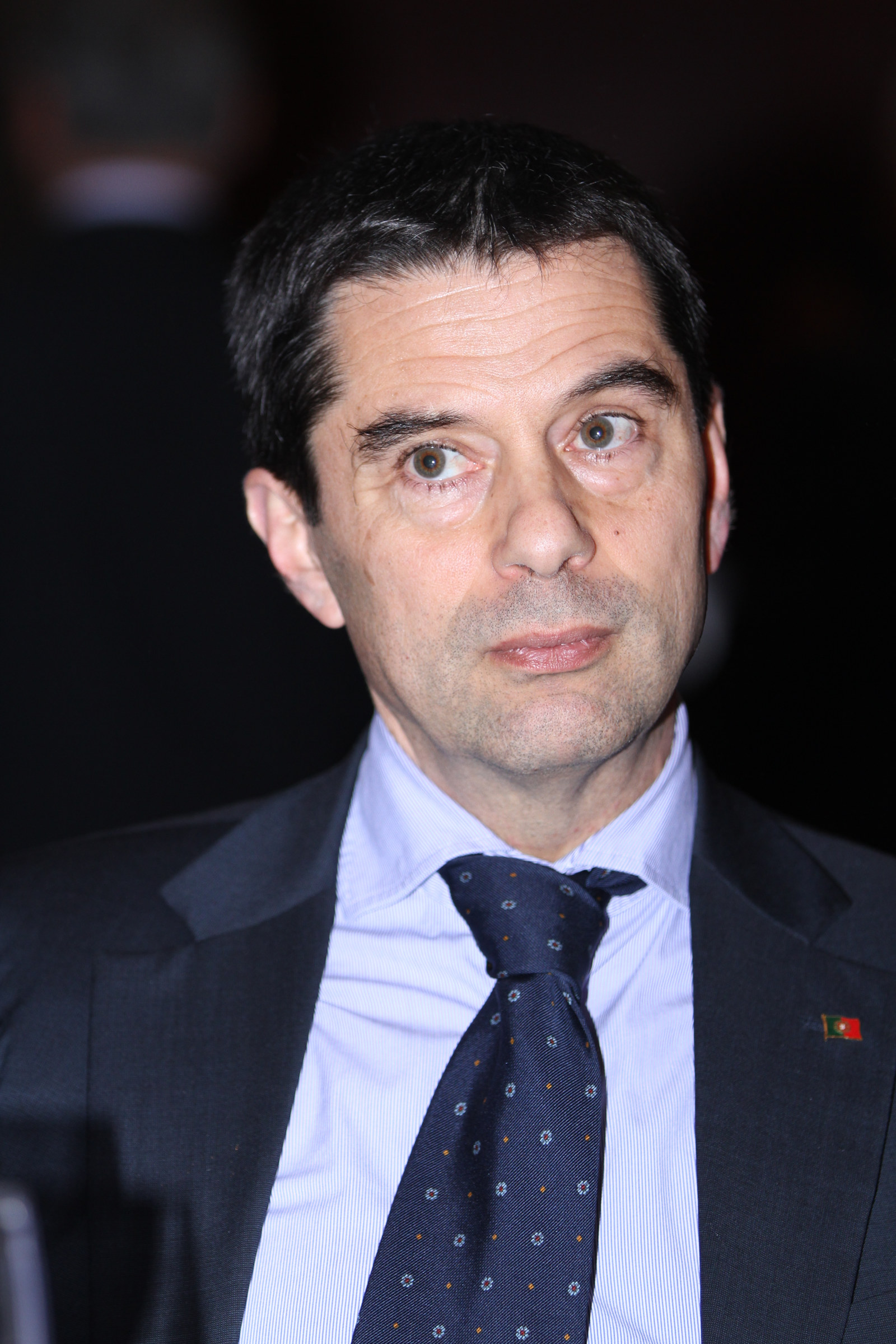
Vítor Gaspar (Mai 2012)

Vítor Louçã Rabaça Gaspar (* 9. November 1960 in Manteigas) ist ein portugiesischer Ökonom, Universitätsprofessor und Politiker.

## Bildung
Gaspar schloss 1982 sein Studium der Wirtschaftswissenschaften an der Katholischen Universität Portugal ab. Im Jahre 1988 promovierte er in Wirtschaftswissenschaften an der Universidade Nova de Lisboa.

## Finanzielle Karriere
Gaspar war sechs Jahre lang Generaldirektor für Forschung bei der Europäischen Zentralbank. Anschließend wurde er Berater der Banco de Portugal, nachdem er ab 2007 Generaldirektor des Bureau of European Policy Advisers beim Präsidenten der Europäischen Kommission gewesen war.

## Politische Karriere
Ohne vorherige politische Tätigkeit wurde er am 21. Juni 2011 zum Finanzminister im Kabinett von Pedro Passos Coelho ernannt. In dieser Funktion beinhaltete Gaspars Politik die feste Absicht, den von der Europäischen Union / IWF angeführten Rettungsplan für die Staatsschuldenkrise Portugals umzusetzen. Der Rettungsplan bestand aus weitreichenden Steuererhöhungen und Reformen, die auf eine bessere Effizienz und eine rationalisierte Ressourcenallokation im öffentlichen Sektor abzielten, um die Zahl unnötiger Beamter und die chronische Überkapazität des öffentlichen Sektors zu verringern.
Im Laufe des Jahres 2011 stellte sich heraus, dass eine Reihe ergänzender Maßnahmen ergriffen werden würde, um das außer Kontrolle geratene Haushaltsdefizit einzudämmen. Dazu gehörten drastische Kürzungen der Ausgaben für staatliche Gesundheits-, Bildungs- und Sozialversicherungssysteme sowie weitreichende Steuererhöhungen.
Am 18. Oktober 2011 teilte Gaspar dem portugiesischen Fernsehsender RTP1 mit, dass die Lohnkürzungen, die den Beamten in der Vorwoche bei Vorlage des Staatshaushalts für 2012 auferlegt wurden, die einzige Möglichkeit seien, eine viel schmerzhaftere und komplexere Politik der Massenentlassungen von Beamten zu vermeiden. Er sagte, wenn keine Lohnkürzungen durchgesetzt würden, müssten sofort etwa 100.000 Beamte entlassen werden (nach portugiesischem Recht können Beamte nicht entlassen werden, daher wären eine Reihe besonderer Ausnahmeregelungen erforderlich, um dies zu erreichen).
Am 1. Juli 2013 trat Gaspar zurück und wurde durch Maria Luís Albuquerque ersetzt, die unter ihm Finanzministerin gewesen war. Angeblich hatte er acht Monate zuvor aufgrund des Drucks der öffentlichen Meinung versucht, sein Amt niederzulegen, doch nach Zeitungsberichten sei der entscheidende Moment erst gekommen, als er in einem Supermarkt von anderen Kunden beleidigt und bespuckt wurde, als er mit seiner Frau ohne Personenschutz einkaufte. Am selben Tag rief er Pedro Passos Coelho an und betonte, er wolle die Regierung so bald wie möglich verlassen. Dennoch erklärte Gaspar in seinem Rücktrittsschreiben, dass sein Rücktritt auf die zunehmende Erosion der öffentlichen Unterstützung für Sparmaßnahmen zurückzuführen sei, obwohl diese Politik von Albuquerque weitgehend fortgesetzt wurde.

## Spätere Karriere
Seit 2014 ist Gaspar Direktor der Finanzabteilung des Internationalen Währungsfonds.
In jüngerer Zeit geriet Gaspar aufgrund einer Reihe von Vorwürfen in die Kritik, er habe die Veröffentlichung von Studien zu überhöhten Mieten, die Energias de Portugal (EDP) vom Staat erhalten habe, verboten, um die Bewertung von EDP in seiner letzten Privatisierungsphase nicht zu beeinträchtigen.
In einer parlamentarischen Anhörung bestätigten der frühere Wirtschaftsminister Álvaro Santos Pereira, derzeitiger Forschungsleiter der Organisation für wirtschaftliche Zusammenarbeit und Entwicklung (OECD), und der frühere Wirtschaftsminister Henrique de Barros Gomes, dass Studien zu überhöhten Mieten, die von EDP erhoben wurden, für diesen Zeitraum vorliegen. Die Kosten für die Jahre 2007–2020 beliefen sich möglicherweise auf 4 Milliarden Euro, Gaspar beschloss jedoch, diese Informationen nicht offenzulegen, beauftragte aber das Wirtschaftsministerium damit, Entschädigungen und finanzielle Abhilfemaßnahmen für den Staat zu fordern.
Im Übrigen werden die Bedingungen der Verträge, die 2007 vom portugiesischen Wirtschaftsministerium unter der Leitung von Manuel Pinho und der Energias de Portugal unter der Leitung von António Mexia und Manso Neto unterzeichnet wurden, derzeit auf mögliche Absprachen und Korruption untersucht.
Die parlamentarische Anhörung läuft noch und es scheint, dass sich das von Gaspar geführte Finanzministerium in der letzten Phase der Privatisierung für einen kurzfristigen Gewinn von 2,7 Milliarden Euro entschieden hat, was wiederum zu erheblichen langfristigen Kosten in Form von überhöhten Mieten (4 Milliarden Euro) an portugiesische Steuerzahler, Verbraucher sowie kleine und mittlere Unternehmen, da die Energiekosten in Portugal zu den höchsten in der Europäischen Union gehören.
Gaspar war außerdem von 2011 bis 2013 hauptamtliches Mitglied des Gouverneursrats der Europäischen Bank für Wiederaufbau und Entwicklung (EBWE).

## Anerkennung
Am 12. Februar 2016 wurde Gaspar vom damaligen Präsidenten Aníbal Cavaco Silva mit dem Großkreuz des Orden des Infanten Dom Henrique ausgezeichnet.